# استان اوییگه
استان اوییگه (به لاتین: Uíge Province) یکی از استان‌های کشور آنگولا است.

## خصوصیات
استان اوییگه ۵۸٬۶۹۸ کیلومترمربع مساحت و ۱٬۴۲۶٬۳۵۴ نفر جمعیت دارد.